# Cadillac Type V-63
Cadillac V-63 — полноразмерный люксовый автомобиль, представленный компанией Cadillac в сентябре 1923 года для 1924 модельного года. Пришёл на смену Cadillac Type 61.
Type V-63 базировался на платформе GM C. В 1931 модельном году он был заменён моделью Cadillac Series 355. Название Cadillac V8, введённое с момента появления предыдущего поколения (Type 51), было сохранено.
V-63 оснащался улучшенной версией двигателя V8 с боковыми клапанами (L-head). Основное нововведение заключалось в применении коленвала с перекрёстной плоскостью, обеспечивающего лучшие уравновешенность и плавность хода. Для разработки такого решения потребовался сложный математический анализ, и одновременно патент на него получила компания Peerless. Обе фирмы договорились совместно использовать данное изобретение, что позволило обеим компаниям выделяться на рынке возможностью эксклюзивного предложения двигателя V8. В 1924 модельном году конкуренцию составил Packard Eight с рядным восьмицилиндровым двигателем, характеризующимся уменьшенными вибрациями. Ассортимент кузовов расширился до четырнадцати вариантов, однако коммерческое использование не предусматривалось. Среди новых технических решений появились шины системы «Balloon», устанавливавшиеся на проволочные колёса или стальные штампованные колёсные диски, в то время как стандартные деревянные колёса из гикори дополнительно комплектовались передними тормозами.
Наиболее заметным изменением стало введение в 1925 году двух вариантов кузова: Standart (пятиместный Brougham, двухместный Coupe и четырёхместный Victoria) и Custom (Roadster, Touring Car, Phaeton, пятиместные Coupe и Sedan, а также семиместные Suburban и Imperial Limousine). Механическая часть практически не изменилась. Кузова были изготовлены компанией Fisher Body — основным на тот момент поставщиком кузовов для всей продукции GM. Краска Duco Automotive Lacquer, разработанная компанией DuPont, стала первой быстросохнущей нитроцеллюлозной краской, специально созданной для автомобильной промышленности. Использование лаковых красок дало клиентам возможность выбора среди 24 цветовых комбинаций и 10 различных рисунков интерьера. Стоимость Brougham составила 2995 долларов, а Imperial Limousine — 4485 долларов.

## Series 314, 341 и 353 (1926—1930)
Система наименования была обновлена в 1926 году, когда обозначение Series 314 обозначало объём двигателя (314 кубических дюймов), а в 1928 году объём был увеличен до 341 кубического дюйма. Ранее колёсная база моделей Custom составляла 138 дюймов, в то время как колёсная база моделей Standard составляла 132 дюйма. Новое поколение двигателей V8 было представлено под названием «Новые двигатели Кадиллак под углом наклона 90 градусов» (англ. New Ninety Degree Cadillac), также были подчёркнуты достижения инженеров и была сохранена архитектура с боковыми клапанами. Платформа, кузов и технические характеристики были такими же, как у LaSalle 303, где также применялся двигатель V8 объёмом 5,0 л (303 кубических дюйма). В ассортимент кузовов были добавлены коммерческие автомобили: автомобили скорой помощи и катафалки, а кузова поставлялись компанией Superior. Конкуренция между Cadillac Series 314 и дебютировавшим в 1926 году Chrysler Imperial продолжалась на протяжении нескольких десятилетий.
Компания Cadillac присваивала каждому автомобилю уникальный идентификационный номер путём гравировки на двигателе, фиксируя таким образом все внесённые изменения в процессе производства конкретной модели. Номера использовались для правильного подбора запчастей и точного определения цвета краски. Начиная с Series 314, был введён порядок присвоения серийного номера автомобиля и уникального номера двигателя, выгравированного на блоке мотора, а соответствующая табличка прикреплялась к противопожарной перегородке, облегчая регистрацию транспортного средства. Также компания Cadillac предприняла маркетинговые шаги, направленные на разрыв с устоявшимися отраслевыми трендами. Ранее автомобили рекламировались с указанием модели или серии вместе с названием «Cadillac», однако с появлением Series 314 рекламные материалы ограничивались простым наименованием «Cadillac», а каждая следующая модель называлась «Новый Кадиллак» (англ. The New Cadillac), причём упоминания конкретных номеров серии или модели появлялись лишь при техобслуживании автомобиля.
В 1927 году компания Fleetwood Metal Body во Флитвуде, штат Пенсильвания, начала дополнять ассортимент кузовов высшего класса при параллельном сотрудничестве с Fisher Body. Кузова Standard и Custom поставлялись компанией Fisher, в то время как компания Brunn & Company предлагала 4 варианта кузова, а фирма Willoughby Company предлагала Town Cabriolet по цене 4800 долларов. По мере расширения списка доступных вариантов кузовов Custom, начиная с 50 стилей и видов кузовов, покупателям предлагалось около 500 цветовых комбинаций и интерьерных материалов, а колёсная база по-прежнему составляла 132 дюйма.
Cadillac Series 341-A с двигателем объёмом 341 кубический дюйм был представлен в 1928 модельном году, когда был выпущен первый автомобиль LaSalle. Это был первый случай, когда компания Cadillac имела сразу две производственные линии. Корпорация GM успешно приобрела компании Fisher Body и Fleetwood Metal Body ещё в 1925 году, что обеспечило покупателей Cadillac выбором из 15 отдельных вариантов кузовов от Fisher на колёсной базе длиной 140 дюймов и дополнительными 25 индивидуальными вариантами от Fleetwood на аналогичной колёсной базе. Наиболее эксклюзивное предложение от Fleetwood — кузов Touring Town Collapsible Cabriolet по цене 6200 долларов. Колёсная база автомобилей скорой помощи и катафалков, которые изготавливались фирмой Superior, составляла 152 дюйма, однако, в отличие от предыдущих моделей, были внесены визуальные, аппаратные и механические изменения. Впервые был нанесён шильдик V8, закреплённый на стержне, соединявшем массивные фары диаметром 12 дюймов. Кузова Fleetwood украшены «панелью-обводом» — декоративным элементом, идущим от верхней части капота рядом с радиатором и постепенно переходящим наружу к передней части, а затем спускающимся вдоль боковых сторон моторного отсека. Иногда эта деталь отделяла разные дополняющие друг друга цвета по желанию заказчика. Одно из зафиксированных различий между Series 314 и Series 341 — расположение стартера: у Series 314 он расположен вертикально, а у Series 341 — горизонтально.
Cadillac Series 341-B дебютировал в 1929 году. Была продолжена тенденция обновления внешности, инженерных решений и оборудования. Series 341-B имел синхронизированную коробку передач, стёкла Safety Glass фирмы Security Plate, установленные на всех окнах, и электрические стеклоочистители. Покупателям предлагался выбор из 12 вариантов кузовов Fisher Body и 33 задокументированных вариантов кузовов Fleetwood; элемент оформления «sweep panel», представленный годом ранее, стал стандартной особенностью всех автомобилей с кузовами Fleetwood. Некоторые автомобили были окрашены по двухтоновой схеме, в то время как другие автомобили были окрашены по однотоновой схеме. Орнамент на капот был доступен за доплату в размере 12 долларов для моделей «Herald», «Heron» и «Goddess», обогреватель салона стоил 32 доллара, а складной багажник для задней части — 25 долларов.
В сентябре 1929 года, за месяц до появления Cadillac V-12 и возникновения Биржевого краха, компания Cadillac представила Series 353 для 1930 модельного года. Ожидания клиентов касательно роскоши, дополнительного оборудования, внутренней и внешней отделки, а также эксклюзивности выросли настолько, что каталог заказов Cadillac был значительно усовершенствован и расширен. Автомобили с кузовами, выпущенными компанией Fisher, маркировались как «Fisher Custom» (на выбор предлагалось 7 вариантов кузовов), в то время как автомобили с кузовами, выпущенными компанией Fleetwood, маркировались как «Fleetwood Special Custom» (на выбор предлагалось 11 вариантов кузовов). После внедрения беспроводного радио все автомобили предварительно оборудовали проводкой для опции AM-радио стоимостью 175 долларов с антенной, спрятанной внутри крыши. В каталоге Fleetwood было представлено 37 уникальных вариаций, отличающихся разнообразием цветовой гаммы и отделочных материалов, включая мохеровую ткань, кожу или любые другие желаемые для клиентов материалы, при этом самый эксклюзивный вариант — четырёхдверный Collapsible Touring Limousine Brougham, стоимость которого составляла 5945 долларов. Всего было продано 14995 единиц.

### Галерея
- 1924 Cadillac V-63 Standard Touring Sedan
- 1925 Cadillac V-63 Custom Suburban Sedan
- 1926 Cadillac Series 314 Touring Sedan
- 1928 Cadillac Series 341-A Town Cabriolet (Fleetwood)
- 1929 Cadillac Series 341-B Sports Phaeton
- 1930 Cadillac Series 353 Town Sedan